# Zicavo
Zicavo [dzikavo] est une commune française située dans la circonscription départementale de la Corse-du-Sud et le territoire de la collectivité de Corse. Le village appartient à la piève de Talavo dont il est historiquement le chef-lieu.

## Géographie

### Situation
Zicavo est une commune de l'intérieur de l'île, de l'Au-Delà-des-Monts, située dans le « territoire de vie » Taravu - Bastelica du parc naturel régional de Corse dont elle est adhérente. Commune rurale de montagne, elle occupe les flancs occidentaux du Monte Occhjatu (1 752 m) de la chaîne de montagnes qui divise l'île en deux. 
Communes limitrophes

### Géologie et relief

#### Géologie
Zicavo se trouve dans la « Corse cristalline », la région occidentale de la Corse « au sud-ouest et à l'ouest d'une ligne allant de l'embouchure du Regino près Calvi à la marine de Favone près Solenzara, qui comprend les deux tiers de la surface de l'île, fait partie de la zone hypercinienne constituée par des roches granitiques, granulitiques et porphyriques avec des dépôts sédimentaires de l'ère primaire, à l'exception de quelques terrains carbonifères entre Argentella et le golfe de Porto, de quelques points à l'intérieur (Vico, Tartagine) et des terrains miocènes de Bonifacio ».
« Des bandes de gneiss se voient à côté de Zicavo, où elles ont été indiquées par M. Nentien et plus tard par M. Deprat. Ces gneiss présentent sur les bords une sorte d'émiettement remplie d'enclaves volumineuses, par exemple, au col de la Vaccia (Olivese), si bien que l'on a l'impression très nette de se trouver en présence d'une longue bande de terrains sédimentaires ayant fondu dans le granite ». (Deprat.).

### Hydrographie
Le principal cours d'eau est le fleuve Taravo qui longe et traverse la commune en plusieurs endroits de son territoire occidental. Le fleuve qui prend sa source sur Palneca, arrive du Nord où son lit sépare Zicavo des territoires de Ciamannacce puis de Sampolo, avant de pénétrer sur l'est communal à un point à la côte d'environ 520 m d'altitude. Il en ressort peu au nord du pont de Mulinelli (456 m). Son cours, orienté au midi, délimite alors Zicavo de Guitera-les-Bains, traverse le lieu-dit « Teppa di Prato » et en ressort peu après à Mucchielone (Guitera-les-Bains). De là, le Taravo délimite Zicavo de Guitera-les-Bains puis, sortant de gorges, de Corrano jusqu'au pont de Piconca (391 m).
Durant ce parcours, le fleuve reçoit les eaux de plusieurs affluents dont les principaux sont du nord au sud :
- ruisseau de l'Onda[3] ;
- ruisseau de Camproni[4] (rd), venant de Guitera-les-Bains ;
- ruisseau de Molina, long de 10,8 km[5] qui coule au sud du village. Il est alimenté par le ruisseau de Caveteddu (Cavatella[6]) ;
- ruisseau de Vangone (non référencé SANDRE) ;
- ruisseau de Lunarese[7].

### Voies d'accès et transports

#### Accès routiers
Route territoriale 22
La route territoriale 22 (RT 22), ex-route départementale D 69, est le principal axe routier de la commune. Elle relie du nord au sud, la RT 20 à Vivario à la RT 40 à Sartène, desservant plusieurs villages. Suivant la même orientation, elle traverse Zicavo, venant de Cozzano pour rejoindre Olivese, les villages les plus proches.
Autres routes
- La route départementale 757 passant par Zicavo, relie également Cozzano à Olivese et plus loin.
- La route départementale 228 qui prend naissance à « Vergaju », jonction avec les routes D757 et D 757A, donne accès à Sampolo.
- La route D 757A, depuis le lieu-dit « Vergaju » sur la D 757, relie la RT 22 au village de Zicavo.
- La route D 428 qui démarre d'Olivese, à sa jonction avec la RT 22, donne l'accès au plateau du Coscione où elle se termine en cul-de-sac.

Le village est distant par route, de :
- 26 km d'Aullène ;
- 26 km de Santa-Maria-d'Ornano ;
- 39 km de Ghisoni ;
- 48 km d'Olmeto ;
- 57 km de Bastelica ;
- 59 km d'Ajaccio ;
- 60 km de Sartène ;
- 62 km de Propriano ;
- 73 km d'Aléria ;
- 77 km d'Isolaccio-di-Fiumorbo ;
- 78 km de Corte ;
- 83 km de Porto-Vecchio ;
- 84 km de Ventiseri ;
- 100 km de Vico ;
- 103 km de Cervione ;
- 110 km de Bonifacio ;
- 139 km de L'Île-Rousse ;
- 145 km de Bastia ;
- 152 km de Saint-Florent ;
- 163 km de Calvi ;
- 184 km de Rogliano.

## Urbanisme

### Typologie
Au 1er janvier 2024, Zicavo est catégorisée commune rurale à habitat dispersé, selon la nouvelle grille communale de densité à sept niveaux définie par l'Insee en 2022.
Elle est située hors unité urbaine et hors attraction des villes,.

### Occupation des sols
L'occupation des sols de la commune, telle qu'elle ressort de la base de données européenne d'occupation biophysique des sols Corine Land Cover (CLC), est marquée par l'importance des forêts et milieux semi-naturels (96,6 % en 2018), une proportion sensiblement équivalente à celle de 1990 (96,2 %). La répartition détaillée en 2018 est la suivante : forêts (55,6 %), milieux à végétation arbustive et/ou herbacée (22,2 %), espaces ouverts, sans ou avec peu de végétation (18,8 %), zones agricoles hétérogènes (2,4 %), prairies (0,6 %), zones urbanisées (0,3 %). L'évolution de l'occupation des sols de la commune et de ses infrastructures peut être observée sur les différentes représentations cartographiques du territoire : la carte de Cassini (XVIIIe siècle), la carte d'état-major (1820-1866) et les cartes ou photos aériennes de l'IGN pour la période actuelle (1950 à aujourd'hui).

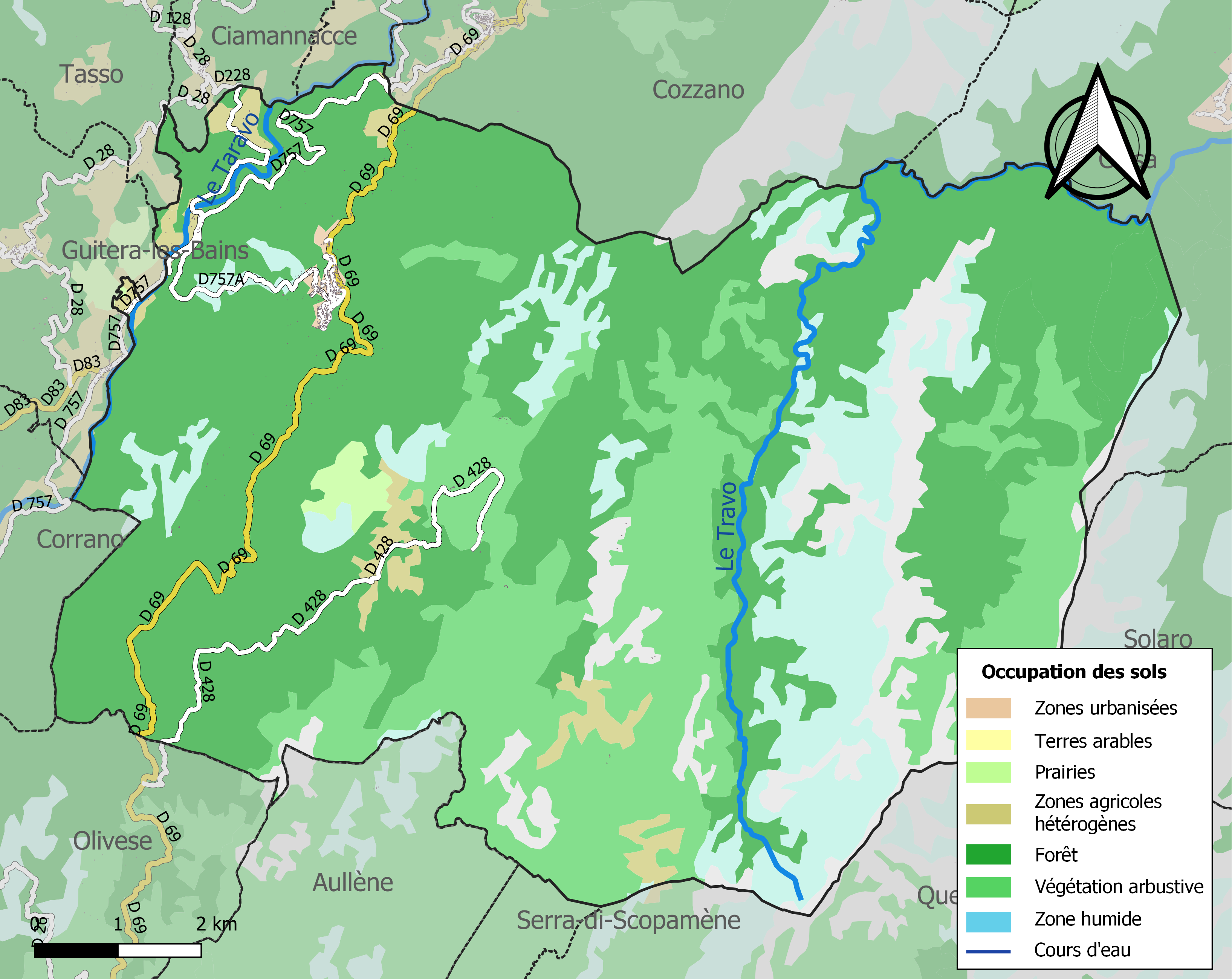
Carte des infrastructures et de l'occupation des sols de la commune en 2018 (CLC).

## Histoire

### Temps modernes

#### La grande révolte des Corse contre Gênes (1729-1769)
En 1738, Jaillot a donné au public la carte qu'il dit avoir été dressée sur les lieux par ordre de la république de Gênes ; mais elle comporte des fautes et des omissions considérables, « par exemple, on n'y trouve point le village de Zicavo si renommé par l’opiniâtreté des rebelles de cette partie, & les expéditions que nos troupes y ont faites en 1739 & 1740. Il y avait cependant alors au moins 300 feux, & près de 1 600 âmes dans cette paroisse, y compris les pasteurs qui habitaient dans les plages. - Jean F. Goury De Champgrand in Histoire de l'isle de Corse, 1749 »

##### Zicavo haut-lieu de la rébellion
En 1739, la monarchie française envoie un puissant corps expéditionnaire commandé par le marquis de Maillebois.

En 1740, le baron de Johann Friedrich von Neuhoff neveu de Théodore de Neuhoff, le baron de Drost, avec une suite d'aventuriers, avaient rassemblés une troupe de 1 000 à 1 200 rebelles que le prévôt du village animait de ses conseils et de ses exhortations, prêchant à outrance la rébellion dans toute la piève de Talavo & dans les juridictions de la Rocca, Sartène & Istria. Plusieurs prêtres, moines & autres bandits s'étaient joints à eux & avaient juré entre les mains du prévôt de Zicavo de ne point rendre les armes ni se soumettre.
Au mois de février, un malheureux paysan pris les armes à la main à Zicavo le 2 du même mois, qui avait été autrefois colonel d'un régiment des troupes de Théodore, expira sur la roue à Ajaccio.
Maillebois fit venir successivement dans le Delà des Monts 8 bataillons outre les 1 500 hommes qu'il avait menés avec lui. Il fit entourer le Talavo où était le gros des troupes rebelles, par des détachements considérables de grenadiers et des régiments. Durant les deux mois environ de préparatifs de l'attaque définitive de Zicavo, des escarmouches ont lieu, faisant quelques morts parmi les troupes françaises. Celles-ci, avant la fin d'août, sont devenues maîtres de presque tout le pays à l'exception de Zicavo & de quelques villages du Talavo qui était pour elles comme une espèce de citadelle.
Le prévôt de Zicavo avec ses fidèles « théodoriens » tenaient ferme dans le village avec environ 1 000. L'ordre d'attaquer fut donné le 23 septembre ; toutes les troupes qui environnaient dans la montagne s'y rendirent sur quatre colonnes qui arrivèrent par quatre chemins différents. À leur approche, ils sont soumis à un grand feu des rebelles ; mais après leurs décharges, ils se retirèrent derrière leurs rochers. La plus grande partie de ce qui restait vint à l'obéissance, le prévôt de Zicavo à la tête, et rendirent les armes. La vie sauve leur fut accordée ; le prévôt fut embarqué pour passer en terre ferme, avec défense de reparaître dans l'Isle sous peine d'être rompu vif.

Les troupes entrèrent dans le village, un gros bourg qui contenait alors près de 300 feux. Le couvent des Franciscains est détruit et brûlé.
Dès que les Français eurent évacué Zicavo et repassé les monts, le neveu de Théodore & tous ceux de sa suite au nombre d'environ 30 ou 40, vinrent s'établir au village.
Averti du retour de cet aventurier et de ses adhérents à Zicavo, le Maréchal de Maillebois « envoya de la partie d'au-delà des monts par les gorges de Ghissony, Palneca & Giamanace des compagnies de grenadiers avec un détachement des arquebusiers qui devaient se poster sur  les hauteurs des montagnes qui couvraient Zicavo - Goury De Champgrand in Histoire de l'isle de Corse p. 104. ». Toutes les maisons qui leur avaient servi d'asile ou dont les propriétaires leur avoient fourni des secours, sont brûlées pour les empêcher de revenir à jamais. Une troupe de volontaires y et laissée, que l’on fit renforcer quelque temps après par un détachement de Génois.
En septembre 1740, il ne restait plus que le Baron de Neuhoffen qui tenait la campagne ; mais il ne tarda pas à le soumettre. 
À la fin du mois de septembre 1741, le Roi Louis XV fit retirer toutes les troupes qui restaient en Corse.
- 1789 - Toute l'île appartient au royaume de France.
- 1790 - La Corse devient un département français administré par un gouverneur.
- 1793 - 11 août, séparation de la Corse en deux départements, le Liamone (chef-lieu : Aiacciu, districts : Aiacciu, Vicu et Sartè), et le Golo (chef-lieu : Bastia, districts : Bastia, Calvi et Corti). La commune porte le nom de Zicavo. Elle se trouve dans le canton de Talavo (ex-piève de Talavo), dans le district d'Ajaccio et dans le département du Liamone.
- 1801 - Toujours dans le canton de Talavo, Zicavo bascule dans l'arrondissement d'Ajaccio, dans le département du Liamone.
- 1811 - L'île redevient le département de Corse.
- 1828 - Le canton de Talavo devient le canton de Zicavo[14].

### Époque contemporaine
- 1954 - Le canton de Zicavo est formé avec les communes de Ciamannacce, Corrano, Cozzano, Guitera-les-Bains, Palneca, Sampolo, Tasso, Zevaco et Zicavo
- 1975 - Zicavo se trouve en Corse-du-Sud.

## Toponymie
En corse, la commune se nomme Zìcavu (prononcé [ˈd͡ziːkawu]).

## Politique et administration

### Liste des maires
| Période | Période  | Identité                       | Étiquette | Qualité  |
| ------- | -------- | ------------------------------ | --------- | -------- |
| 1986    | 2014     | Marie-Jeanne Vidaillet-Peretti | DVD       |          |
| 2014    | 2020     | François-Marie Dominici        | SE        | Retraité |
| 2020    | En cours | Antoine Paganelli              |           |          |

### Tendances politiques et résultats
Le résultat de l'élection présidentielle de 2012 dans cette commune est le suivant :
| Candidat       | Candidat                    | Premier tour | Premier tour | Second tour | Second tour |
| Candidat       | Candidat                    | Voix         | %            | Voix        | %           |
| -------------- | --------------------------- | ------------ | ------------ | ----------- | ----------- |
|                | Eva Joly (EÉLV)             | 0            | 0,00         |             |             |
|                | Marine Le Pen (FN)          | 35           | 18,13        |             |             |
|                | Nicolas Sarkozy (UMP)       | 106          | 54,92        | 152         | 72,04       |
|                | Jean-Luc Mélenchon (FG)     | 6            | 3,11         |             |             |
|                | Philippe Poutou (NPA)       | 1            | 0,52         |             |             |
|                | Nathalie Arthaud (LO)       | 3            | 1,55         |             |             |
|                | Jacques Cheminade (SP)      | 0            | 0,00         |             |             |
|                | François Bayrou (MoDem)     | 4            | 2,07         |             |             |
|                | Nicolas Dupont-Aignan (DLR) | 2            | 1,04         |             |             |
|                | François Hollande (PS)      | 36           | 18,65        | 59          | 27,96       |
|                |                             |              |              |             |             |
| Inscrits       | Inscrits                    | 317          | 100,00       | 317         | 100,00      |
| Abstentions    | Abstentions                 | 123          | 38,80        | 96          | 30,28       |
| Votants        | Votants                     | 194          | 61,20        | 221         | 69,72       |
| Blancs et nuls | Blancs et nuls              | 1            | 0,52         | 10          | 4,52        |
| Exprimés       | Exprimés                    | 193          | 99,48        | 211         | 95,48       |

Le résultat de l'élection présidentielle de 2017 dans cette commune est le suivant :
| Candidat    | Candidat                    | Premier tour | Premier tour | Deuxième tour | Deuxième tour |  |
| Candidat    | Candidat                    | %            | Voix         | %             | Voix          |  |
| ----------- | --------------------------- | ------------ | ------------ | ------------- | ------------- |  |
|             | Nicolas Dupont-Aignan (DLF) | 3,75         | 6            |               |               |  |
|             | Marine Le Pen (FN)          | 25,00        | 40           | 44,63         | 54            |  |
|             | Emmanuel Macron (EM)        | 13,13        | 21           | 55,37         | 67            |  |
|             | Benoît Hamon (PS)           | 1,25         | 2            |               |               |  |
|             | Nathalie Arthaud (LO)       | 1,25         | 2            |               |               |  |
|             | Philippe Poutou (NPA)       | 0,00         | 0            |               |               |  |
|             | Jacques Cheminade (SP)      | 0,00         | 0            |               |               |  |
|             | Jean Lassalle (RES)         | 6,88         | 11           |               |               |  |
|             | Jean-Luc Mélenchon (LFI)    | 2,50         | 4            |               |               |  |
|             | François Asselineau (UPR)   | 0,63         | 1            |               |               |  |
|             | François Fillon (LR)        | 45,63        | 73           |               |               |  |
|             |                             |              |              |               |               |  |
| Inscrits    | Inscrits                    | 285          | 100,00       | 285           | 100,00        |  |
| Abstentions | Abstentions                 | 123          | 43,16        | 139           | 48,77         |  |
| Votants     | Votants                     | 162          | 56,84        | 146           | 51,23         |  |
| Blancs      | Blancs                      | 0            | 0,00         | 18            | 12,33         |  |
| Nuls        | Nuls                        | 2            | 1,23         | 7             | 4,79          |  |
| Exprimés    | Exprimés                    | 160          | 98,77        | 121           | 82,88         |  |

## Population et société

### Démographie
L'évolution du nombre d'habitants est connue à travers les recensements de la population effectués dans la commune depuis 1800. Pour les communes de moins de 10 000 habitants, une enquête de recensement portant sur toute la population est réalisée tous les cinq ans, les populations de référence des années intermédiaires étant quant à elles estimées par interpolation ou extrapolation. Pour la commune, le premier recensement exhaustif entrant dans le cadre du nouveau dispositif a été réalisé en 2007.

En 2022, la commune comptait 208 habitants, en évolution de −8,77 % par rapport à 2016 (Corse-du-Sud : +7,61 %, France hors Mayotte : +2,11 %).
| 1800  | 1806  | 1821  | 1831  | 1836  | 1841  | 1846  | 1851  | 1856  |
| ----- | ----- | ----- | ----- | ----- | ----- | ----- | ----- | ----- |
| 1 141 | 1 072 | 1 083 | 1 249 | 1 160 | 1 231 | 1 424 | 1 380 | 1 300 |

| 1861  | 1866  | 1872  | 1876  | 1881  | 1886  | 1891  | 1896  | 1901  |
| ----- | ----- | ----- | ----- | ----- | ----- | ----- | ----- | ----- |
| 1 367 | 1 443 | 1 642 | 1 638 | 1 484 | 1 638 | 1 618 | 1 644 | 1 650 |

| 1906  | 1911  | 1921  | 1926  | 1931  | 1936  | 1946  | 1954  | 1962 |
| ----- | ----- | ----- | ----- | ----- | ----- | ----- | ----- | ---- |
| 1 702 | 1 633 | 1 539 | 1 568 | 1 531 | 1 529 | 1 524 | 1 236 | 454  |

| 1968 | 1975 | 1982 | 1990 | 1999 | 2006 | 2007 | 2012 | 2017 |
| ---- | ---- | ---- | ---- | ---- | ---- | ---- | ---- | ---- |
| 404  | 302  | 269  | 245  | 237  | 244  | 245  | 231  | 229  |

| 2022 | - | - | - | - | - | - | - | - |
| ---- | - | - | - | - | - | - | - | - |
| 208  | - | - | - | - | - | - | - | - |

## Économie
Les données économiques de la ville de Zicavo :
- le taux de chômage en 2007 était de 16,9 % et en 1999 il était de 21,1 % ;
- les retraités et les pré-retraités représentaient 35,5 % de la population en 2007 et 23,9 % en 1999 ;
- le taux d'activité était de 56,5 % en 2007 et de 46,7 en 1999.

## Culture locale et patrimoine

### Lieux et monuments
- Église Saint-Luxor de Zicavo. Elle est inscrite à l'Inventaire général du patrimoine culturel[20].
- Chapelle Saint-Roch de Zicavo.

### Personnalités liées à la commune
- Jacques Pierre Abbatucci, (Zicavo 7 septembre 1723 - 17 mars 1813 Zicavo), compagnon de Pascal Paoli et de Charles Bonaparte dans la lutte contre les Français, puis officier royal devenu général sous la Révolution.
- Jean Charles Abbatucci né à Zicavo (15 novembre 1770-2 décembre 1796) et mort à Huningue, Alsace. Général de la Révolution française (mort divisionnaire) à l'Armée du Rhin et second fils du général Jacques Pierre Abbatucci. Diverses rues et places des villes de Corse portent son nom. Brillant élève officier, il est rapidement entré en grade, menant des campagnes importantes depuis Valmy et la Hollande, en passant par un rôle important à Paris auprès de Carnot et contre les émeutes sans-culotte du printemps 1795. Lié à Pichegru et Moreau (il est leur bras droit), il organise le passage du Rhin et combat avec efficacité jusque devant Munich (il y rencontrera le malheureux duc d'Enghien). Estimé par ses ennemis, admiré par ses troupes, remarquablement formé intellectuellement et solide politiquement, il est tué prématurément, mais victorieux, devant Huningue qu'il défendait, après une blessure reçue le 30 novembre 1796. Il tomba alors dans les bras du futur général Foy. Son nom est sur l'Arc de Triomphe de l'Étoile, Paris. Une statue lui est élevée à Ajaccio depuis 1854, sur une place qui porte son nom ; une autre figure à Zicavo, et une statue plus récente y fut inaugurée voici quelques années : elle était l’œuvre du père du comédien Laurent Terzieff. Il figure en référence d'énergie corse dans l'ouvrage De l'Amour, de Stendhal, dans des pages fameuses de Charles Nodier et dans le roman consacré par Alexandre Dumas aux campagnes révolutionnaires Les Blancs et les Bleus. Il existe également à Huningue, dans le Haut-Rhin, une rue Abbatucci, et une place sur laquelle a été érigé un monument à la mémoire du général Abbatucci (Voir : ville-huningue.fr).

- Jacques Pierre Charles Abbatucci (1791-1857) ministre de Napoléon III, né à Zicavo, petit-fils du général Jacques Pierre Abbatucci. Seul enfant du fils aîné du général Jacques-Pierre Abbatucci, il naît à Zicavo le 23 décembre 1791 et meurt à Paris le 11 novembre 1857, dans l'hôtel du ministère de la Justice, place Vendôme. Son père (Don-Jacques-Pierre-Pascal-Nicolas Abbatucci, né à Ajaccio le 6 décembre 1765, mort à Zicavo, le 28 avril 1851), ami d'enfance de Napoléon et de plusieurs des frères Bonaparte, et un filleul de Pascal Paoli, avait débuté dans une carrière de magistrat sous la Révolution en Corse, puis une carrière politique. Opposé aux Anglais, ce père qui devait jouer un grand rôle sous l'Empire et au-delà, fut alors un temps emprisonné à Corte puis libéré sur l'ordre du général Stewart. Lié à Lucien Bonaparte, il eut un rôle important au ministère de l'Intérieur, puis il fut diplomate du royaume de Naples (sous Joseph Bonaparte et Murat). Il suivit l'armée jusqu'à Waterloo, malgré ce qu'il affirme dans ses Mémoires, et sauva de deux coups de pistolet, à cinquante ans, le roi Jérôme. Passé à son service, il se dévoua avec son fils, le futur ministre aux affaires des Bonaparte. Jacques-Pierre-Chares, passa d'abord son enfance à Zicavo. Il faillit périr dans l'incendie de la maison sous la Révolution. Il fut élevé au Prytanée militaire (il s'y lia avec Odilon Barrot et d'autres personnalité futures influentes, et également avec le poète Delavigne). Passé en Rhétorique à Paris, il fit enfin son droit à Pise (docteur en droit en 1810), devenu avocat en Corse (1811), Jacques-Pierre-Charles devint magistrat en 1816, député de la Corse en 1830, président de Chambre à Orléans (en 1831), député du Loiret de 1839 à 1852. Redouté par Guizot, il fut l'un des acteurs majeurs de la Révolution de 1848 et de la campagne des banquets qui la déclencha en partie. Fin et actif, il n'a jamais oublié la Corse. Il fut aussi l'une des figures, dès le début des années 1840, de la lutte parlementaire pour l'abolition de l'esclavage. Fidèle des Bonaparte et dévoué à Louis-Napoléon de longue date, il devint son principal conseiller en 1848, et l'un de ses ministres les plus influents de 1852 à 1857. Acteur discret (et soucieux de légalité) du coup d'Etat, il fut ministre et sénateur après le retrait des ministres fidèles aux Orléans (janvier 1852). Comme ministre, on lui doit : l'abolition de la mort civile, l'abolition de la prison pour dettes, le retrait du port du boulet pour les prisonniers et nombre de mesures libérales. Conseiller politique majeur, il fut un bienfaiteur lucide pour la Corse. Ses fils, Jean-Charles, 1816-1885, député en 1849, auditeur et conseiller d’État (1853-1873), député de la Corse à nouveau (1872-1881), Paul Séverin (1821-1888), député de la Corse (1852-1871) et Antoine Dominique (1818-1878), général (1868 et divisionnaire en 1871) jouèrent un grand rôle politique ou militaire. Jacques-Pierre-Charles Abbatucci fut témoin du coup d'État du 2 décembre 1851. Ironie de l'Histoire : son père avait été l'un des témoins actifs de celui des 18 et 19 Brumaire 1799 au profit de Napoléon Bonaparte. Le ministre était le petit-fils du général Jacques Pierre Abbatucci, et le neveu du général Jean-Charles, du lieutenant Séverin (1775-1794), du chef d'escadron Antoine-Dominique (1773-1798, tué en Égypte, son nom est sur la colonne de Pompée).

- Jean Charles Abbatucci, fils du ministre, né à Zicavo, député de la Corse de 1849 à 1851 sous la Deuxième République et de 1872 à 1881 sous la Troisième République. De 1853 à 1858 sous le Second Empire il est président du conseil général de la Corse et maître des requêtes au conseil d'État avant de devenir conseiller d'État.

- Antoine Dominique Abbatucci, le troisième fils du ministre, né également à Zicavo, se couvre de gloire pendant la guerre de Crimée, avant de devenir général de division, et gouverneur militaire de Nancy sous la Troisième République.

- Jacques Pierre Jean Charles Abbatucci fils d'Antoine Dominique (né en 1857 à Paris, mort en 1927 à Paris), député en 1885, n'a siégé que 6 semaines, la liste sur laquelle il avait été élu ayant été invalidée le 5 décembre 1885 pour achats de votes, ce qui était faux. Il s'agissait d'empêcher le maintien d'élus bonapartistes. Ses compagnons de liste Gavini, Multedo et De Montera furent également invalidés, et les nouveaux élus le 14 février 1886 furent MM. Arena, Astima, Ceccaldi, de Susini.
- Antoine Peretti, patron du cercle de jeux parisien l’Aviation Club de France, son frère Simon Peretti a été maire de Zicavo de 1953 à 1986, sa fille Marie-Jeanne Vidaillet-Peretti lui a succédé en 1986(conseillère territoriale de 1992 à 1998,a été pendant huit ans présidente du Conseil National des Femmes Françaises)  il est resté conseiller municipal jusqu'à sa mort en 1996.